# Aspalathus acuminata
Aspalathus acuminata är en ärtväxtart som beskrevs av Jean-Baptiste de Lamarck. Aspalathus acuminata ingår i släktet Aspalathus och familjen ärtväxter.

## Underarter
Arten delas in i följande underarter:
- A. a. acuminata
- A. a. magniflora
- A. a. pungens